# Château de Mont (Taxat-Senat)
Pour les articles homonymes, voir Château de Mont.
Le château de Mont est un édifice situé à Taxat-Senat (Allier), en France.

## Localisation
Le château est situé au nord de la commune de Taxat-Senat, à environ 1,5 km du bourg, sur la D 523 qui traverse le nord de la commune en direction de Chezelle.

## Description
Le château comprend un corps de logis principal quadrangulaire à deux niveaux plus un niveau de comble ; ce corps de logis est flanqué de deux tours rondes à l'ouest. Une grands aile en retour, à l'est, ne comporte qu'un niveau plus un niveau de comble. Cet ensemble est couvert de tuiles. Des communs s'y ajoutent.

## Historique
Les éléments les plus anciens, tels que les tours, remontent au château médiéval (XIIIe siècle). Mais de nombreux réaménagements, notamment à la Renaissance (fenêtres à meneaux, éléments architectoniques), en ont fait une résidence de plaisance.
Au XVe siècle et jusqu'au milieu du XVIe siècle, la seigneurie appartient à une famille qui en porte le nom (Mons). Elle passe ensuite aux Rochedragon, puis aux Du Buysson. En 1775, Philibert du Buysson de Douzon vend cette terre à l'un de ses anciens fermiers, Jean Dumon. Cette famille garde le domaine jusque vers 1843, date à laquelle elle le vend à la famille Le Brun ; il passe ensuite par alliance aux Pradon-Vallancy et appartient toujours à leur descendance.
Le château n'est pas protégé comme monument historique.